# Kyūshū-Chūō-Sanchi-Quasi-Nationalpark
Der Kyūshū-Chūō-Sanchi-Quasi-Nationalpark (japanisch 九州中央山地国定公園 Kyūshūchūōsanchi Kokutei Kōen) ist einer von über 50 Quasi-Nationalparks in Japan. Die Präfekturen Kumamoto und Miyazaki sind für die Verwaltung des am 15. Mai 1982 gegründeten Parks zuständig. Das Parkgebiet umfasst eine Fläche von ca. 270 km². Mit der IUCN-Kategorie V ist das Parkgebiet als Geschützte Landschaft/Geschütztes Marines Gebiet klassifiziert.